# 阿尔山庙
阿尔山庙，法名“延符宝明寺”，位于中国内蒙古自治区呼伦贝尔市新巴尔虎左旗阿木古郎镇以北约17公里处，是一座藏传佛教格鲁派寺院。

## 简介
该庙由額爾欽巴圖建于1928年，坐北朝南，占地面积2130亩，鼎盛时期有喇嘛300多人，2009年时有喇嘛8人。最初该庙以蒙医为主，治病救人。文化大革命期间，该庙几乎被全部毁灭。如今的大殿是过去阿尔山庙里的药品库房，该药品库房是文化大革命之后该庙仅存的老建筑。文化大革命后，将该药品库房向前扩建了一部分，作为如今阿尔山庙的大殿。距离阿尔山庙不远便是甘珠尔庙。2003年以前，信众都到阿尔山庙烧香拜佛。自从2003年甘珠尔庙重建并开放后，阿尔山庙便少有信众来祭拜。
2009年时，阿尔山庙除了两侧的几座喇嘛住所之外，四周基本是空地。寺院很小，大殿有左、右两座配殿。寺院自南到北建在一座逐渐升高的缓坡上。大殿（即原药品库房）建于1928年，1985年进行了修缮，为汉藏式建筑，砖木造，屋顶由歇山顶和平顶组成。歇山顶为铁皮铺成，坡式很缓。大殿面阔三间、进深四间，殿内供奉有药师佛、金刚手。